# 威廉·鲁尼扬
威廉·马里恩·鲁尼扬（William Marion Runyan，1870年1月21日—1957年7月29日）是一位美国基督教作曲家，为著名的赞美诗《你的信实广大》（Great Is Thy Faithfulness）作曲。
1870年1月21日，威廉·马里恩·鲁尼扬出生于美国纽约州的马里恩（Marion），父亲威廉·怀特·鲁尼扬是卫理公会牧师（生于1828年），母亲汉娜（奥库特）鲁尼扬（生于1839年）。十四岁时，鲁尼扬和家人搬到堪萨斯州的马里恩。 年轻时，鲁尼扬担任教会管风琴师，毕业于马里恩中学。二十一岁时，鲁尼扬被按立为卫理公会牧师，以后在堪萨斯州各处教会担任牧职。
从1895年至1898年，鲁尼扬在西北大学求学三年。从1915年开始，鲁尼扬在慕迪圣经学院的D.B.Towner的鼓励下，开始写福音诗歌。
1923年，鲁尼扬从威奇托搬到芝加哥。从1924年至1926年，鲁尼扬担任阿肯色州西羅亞姆斯普林斯的约翰·布朗大学的牧师，并编辑基督教工人杂志。鲁尼扬后来搬回芝加哥，在那里与慕迪圣经学院合作，担任希望出版社的编辑，与戈登·肖恩尼共同编辑赞美诗（The Service Hymnal）。
1923年，鲁尼扬为赞美诗《你的信实广大》作曲，词作者基寿牧（Thomas O. Chisholm）是他的一位朋友，也是卫理公会的牧师。
1948年，鲁尼扬从希望出版社退休，并被授予惠顿学院的荣誉文学博士学位。
鲁尼扬退休后，在德克萨斯州加尔维斯顿住了一段时间，1957年7月29日在堪萨斯州匹兹堡去世。他埋葬在堪萨斯州的鲍德温市。鲁尼扬是鲍德温市贝克大学的教授和牧师，他的孩子也就读于该大学。贝克大学颁发的“威廉·鲁尼扬牧师纪念奖学金”，来自他的赞美诗《你的信实广大》的版税。